# Макаэ (микрорегион)

Макаэ на карте.

Макаэ (порт. Microrregião de Macaé) — микрорегион в Бразилии, входит в штат Рио-де-Жанейро. Составная часть мезорегиона Север штата Рио-де-Жанейро. Население составляет 	261 540	 человек (на 2010 год). Площадь — 	2585,115	 км². Плотность населения — 	101,17	 чел./км².

## Демография
Согласно сведениям, собранным в ходе переписи 2010 г. Национальным институтом географии и статистики (IBGE), население микрорегиона составляет:						
| Полное население                             | Полное население                             | Полное население                             | Полное население                             | 261 540 |
| -------------------------------------------- | -------------------------------------------- | -------------------------------------------- | -------------------------------------------- | ------- |
| в том числе:                                 | Городское население                          | 244 734                                      | Процент городского населения, %              | 93,57   |
|                                              | Сельское население                           | 16 806                                       | Процент сельского населения, %               | 6,43    |
|                                              | Мужское население                            | 129 812                                      | Процент мужского населения, %                | 49,63   |
|                                              | Женское население                            | 131 728                                      | Процент женского населения, %                | 50,37   |
| Плотность населения, чел/км²                 | Плотность населения, чел/км²                 | Плотность населения, чел/км²                 | Плотность населения, чел/км²                 | 101,17  |
| Население микрорегиона в % к населению штата | Население микрорегиона в % к населению штата | Население микрорегиона в % к населению штата | Население микрорегиона в % к населению штата | 1,64    |

## Статистика
- Валовой внутренний продукт на 2003 год составляет 18 695 925 439,00 реалов (данные: Бразильский институт географии и статистики).
- Валовой внутренний продукт на душу населения на 2003 год составляет 97 750,63 реалов (данные: Бразильский институт географии и статистики).

## Состав микрорегиона
В составе микрорегиона включены следующие муниципалитеты:
1. Карапебус
2. Консейсан-ди-Макабу
3. Макаэ
4. Кисаман